# Tachos
Tachos (altägyptisch Djedhor, Djedho) war der griechische Name des zweiten altägyptischen Pharaos (König) der 30. Dynastie. Seine Regierungszeit ist nach seiner Krönung zum Pharao wohl von 360 bis 359 v. Chr. anzusetzen. Sein Vater Nektanebos I. ernannte ihn während seiner Herrschaft wahrscheinlich 363/362 v. Chr. zum Mitregenten. Die Dauer der Doppelherrschaft wird von einigen Ägyptologen in die Regierungszeit von Tachos einbezogen. In diesen Zeitraum fällt seine Einführung der altägyptischen Münzwährung.
Er war der erste Pharao nach Apries, der nach gut zwei Jahrhunderten einen Feldzug in die außerägyptische Region von Syrien-Palästina plante und begann. Tachos knüpfte damit unter anderem an die alten Traditionen von Thutmosis III. an, der seine erfolgreichen Feldzüge aufgrund der ausländischen Bedrohung in die Gebiete von Retjenu führte.
Kurz vor dem Abschluss des Vorstoßes nach Phönizien und der damit verbundenen Aussicht auf eine endgültige Abwehr der persischen Bedrohung wurde Tachos durch einen Aufstand im eigenen Land entmachtet und als Pharao durch Nektanebos II. abgelöst. Tachos war der letzte einheimische König, der eine Offensive außerhalb Ägyptens gegen die Perser führte.

## Antike Namensableitungen

### Djedhor
Tachos altägyptischer Eigenname „Djedhor/Djedho“ wurde in der griechischen Sprache unter anderem in den Varianten „Tachos“, „Thamaus“, „Thamus“, „Taos“ und „Teos“ wiedergegeben. Platon erwähnt in seinem philosophischen Dialog Phaidros einen König „Thamus“ von Theben, dem der Gott Thot – so der Mythos – die von ihm erfundene Schrift darbot. Plutarch erwähnte „Thamus“ im Zusammenhang mit Tiberius.
Der Verfasser einer Sammlung von Kriegslisten, Polyainos, berichtet dagegen vom athenischen Strategen Chabrias, der einem in Geldnot befindlichen altägyptischen König „Thamus“ Ratschläge gab. Chabrias, der etwa 357 v. Chr. starb, war zunächst Feldherr des Pharaos Hakor und danach Zeitgenosse Tachos. Der von Polyainos erwähnte „Thamus“ erscheint in anderen Quellen immer als Teos oder Taos.

### Tjaihepimu
Alfred Wiedemann verweist auf eine weitere Namensableitung. Der Name des altägyptischen Generals „Tjaihepimu“ (altägyptisch: Ṯ3j-Ḥp-jmw), Vater von Nektanebos II. sowie Bruder des Tachos, wurde in der griechischen Übersetzung ebenfalls als „Thamus“ beziehungsweise „Tachos“ gelesen.
In der griechischen Fassung des demotischen Papyrus Traum des Nektanebos wird ein „Tachos“ in der Namensform „Samaus“ als „Vater des Nektanebos II.“ genannt. Der Begriff „Samaus“ stellt eine weitere Namensvariante dar, die sich auf die literarischen Bezeichnungen „Thamaus, Thamus“ und damit verbunden auf „Taos“, „Teos“ sowie „Tachos“ bezieht.

## Belege
Die Fundlage von zeitgenössischen Belegen ist aufgrund der kurzen Regierungsdauer dürftig. Als Bautätigkeit ist die Erweiterung des Chons-Tempels in Karnak bezeugt, an dessen Nordwand Tachos eine Kapelle erstellte. Daneben existieren von ihm im Chons-Tempel Restaurierungsinschriften. Hinzu kommen Bruchstücke eines Reliefs aus Qantir sowie Fragmente eines Naos.
Als weitere Funde sind Teile von Inschriften aus Athribis, Tanis und Tura sowie ein Steinblock aus Matarije und eine Schale aus Memphis belegt. Außerdem wurde der Name von Tachos auf einem Topfdeckel und seinen Münzen erwähnt.
In Epitomen von Manethos Aegyptiaca ist Tachos in der Namensform „Teos“ mit einer Regierungsdauer von zwei Jahren aufgeführt. Manetho zählte ihn zu den drei Königen, die aus Sebennytos kamen. In den pharaonischen Listen der demotischen Chronik wird Tachos bezüglich der Könige nach der ersten Perserherrschaft als sechster legitimer Pharao und insgesamt achter Herrscher nach den Persern mit einer einjährigen Regierungsdauer genannt.

## Familie
Tachos, Sohn des Nektanebos I., entstammte einer eingewanderten libyschen Familie aus Sebennytos. Sein Großvater, der den gleichen Namen trug, war spätestens unter Nepherites II. als General für militärische Belange zuständig. Er war am Sturz des mendesischen Pharaos Nepherites II. (379 v. Chr.) sicher nicht unbeteiligt, da sein Sohn Nektanebos I. unter Mithilfe von Chabrias den Thron übernahm und Nepherites II. absetzte. Chabrias war bereits unter Pharao Hakor (regierte 391 bis 379 v. Chr.) in beratender Funktion für die diplomatischen Beziehungen zwischen Ägypten und Athen zuständig.
Über die Mutter von Tachos sind sich die Ägyptologen uneinig. Udjaschu wird einerseits als mögliche Mutter von Nektanebos I. angesehen, andererseits als seine Ehefrau. Eine andere genannte Gemahlin des Nektanebos I. ist Ptolemais, die teilweise als Tochter des Chabrias vermutet wird. Ob weitere Geschwister außer seinem Bruder Tjaihepimu vorhanden waren, ist bislang nicht sicher geklärt. Eine Gemahlin des Tachos ist nicht belegt.

## Herrschaft

### Mitregent und Pharao
Nektanebos I. traf bereits in seiner Regierungszeit Vorbereitungen für militärische Aktionen gegen die Perser. Aufgrund seines hohen Alters ernannte er seinen Sohn Tachos zum Ende seiner Herrschaftsdauer zum Mitregenten. Im Jahr 360 v. Chr. verstarb Nektanebos I. Die genauere Ansetzung des Endes seiner Herrschaftsdauer konnte unter anderem indirekt aus dem demotischen Papyrus Traum des Nektanebos ermittelt werden. Nur die Nacht vom 5. auf den 6. Juli des Jahres 343 v. Chr. korrespondiert im julianischen Kalender mit den im Papyrus gemachten Angaben bezüglich der Vollmondnacht des 16. Regierungsjahres von Nektanebos II. In der demotischen Chronik erhielt Nektanebos I. wegen der von ihm zu verantwortenden Reduzierung der Tempelschätze als „gieriger Pharao“ insgesamt eine sehr schlechte Beurteilung:

„IV.4 Zu dem, der am (heutigen) Tag Herrscher ist, nämlich Nechetnebef, sagt man: Er ist derjenige, welcher die Habe Ägyptens und aller Tempel hingegeben hat, IV.5 um Geld (Silberlinge) zu erzeugen. Es ist so, als ob man sagen würde „Er handelte nicht als Mann zu seiner Zeit“, also so, als ob man zu Nechetnebef den Schimpfnamen „Vulva“ sagt, welcher ein Schimpfname für eine Frau ist.“

Die negative Bewertung von Nektanebos I. schließt unter anderem die Mitregentschaft von Tachos ein, der in der demotischen Chronik als einziger Herrscher zugleich die Titel „König“ und „Pharao“ führt. Insbesondere die Aussage, dass Nektanebos I. nicht als „Mann“ handelte, verweist sehr deutlich auf Tachos, der als Mitregent bereits für die finanziellen Belange zuständig war. Nach seiner offiziellen Krönung zum Pharao, die in das Jahr einer auch in Ägypten beobachteten Mondfinsternis fiel, setzte er die vorherige Politik alleine fort, die im Vorfeld gemeinschaftlich von Nektanebos I. sowie Tachos bezüglich der Unterstützung von Aufständen kleinasiatischer Satrapen gegen den persischen Großkönig Artaxerxes II. angewendet wurde. So erhielt beispielsweise Rheomithres, Abgesandter der abtrünnigen Satrapen, 500 Talente Silber und 50 Kriegsschiffe, um die Perser in Kampfhandlungen zu verwickeln. Als Sicherheit für die wertvollen Zuwendungen soll Rheomithres seine Frau, seine Kinder und die Kinder seiner Freunde bei Tachos hinterlassen haben. Rheomithres brach dennoch seinen Eid und verbündete sich mit Orontes II., um zu Artaxerxes II. überzulaufen und anschließend die 500 Talente Silber samt den Kriegsschiffen zu übergeben.

### Vorbereitungen auf den Krieg
Um etwa 360 v. Chr. führte Tachos den Goldstater als erste altägyptische Münze ein und legte damit den Grundstein für die Münzwährung im Alten Ägypten. Ursache für die Einführung des Goldstaters war die Entlohnung der zahlreich beschäftigten Söldner, die Tachos für den geplanten Feldzug gegen die Perser anwarb.

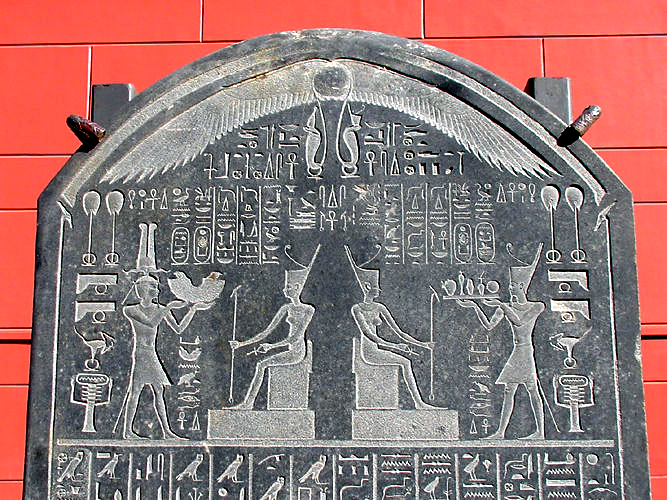
Naukratisstele des Nektanebos I.: Die Einkünfte des Neith-Tempels verwendete Tachos zweckentfremdet

Kurze Zeit später rüstete Tachos auf Anraten seines griechischen Beraters Chabrias die Armee für den Feldzug gegen das Perserreich auf. Die finanziellen Mittel für diese militärische Operation hatte Tachos einerseits durch den Verkauf weiterer Tempelschätze aufgebracht, andererseits befolgte er den Rat von Chabrias, die Einkünfte der Tempel und Priesterschaft auf ein Zehntel zu reduzieren. Das von Nektanebos I. erlassene Naukratis-Dekret weitete Tachos auf die gesamte Schifffahrt und alle in Ägypten hergestellten Waren aus. Die veränderten finanziellen Rahmenbedingungen hatten zur Folge, dass auch die von Nektanebos I. dem Neith-Tempel in Sais zugesprochenen Abgaben dem königlichen Etat zuflossen.
Die Priesterschaft äußerte zwar über dieses Vorgehen ihr Missfallen, doch wurden die Tempel üblicherweise nach gewonnenen Schlachten großzügig an der Kriegsbeute beteiligt. Tachos bekam in der demotischen Chronik eine ähnlich negative Beschreibung wie sein Vater:

„IV.16 Der Maßstab des Baumeisters, das heißt: Derjenige, der auf dem Weg ist, der baut für seinen Vater/den sein Vater gebaut hat. Ein Jahr ist es, was man ihn an der Macht verbringen lassen wird, IV.17 nämlich Pharao Teos, welcher gemäß dem Maßstab seines Vaters marschieren wird.“

### Angriff gegen das Perserreich

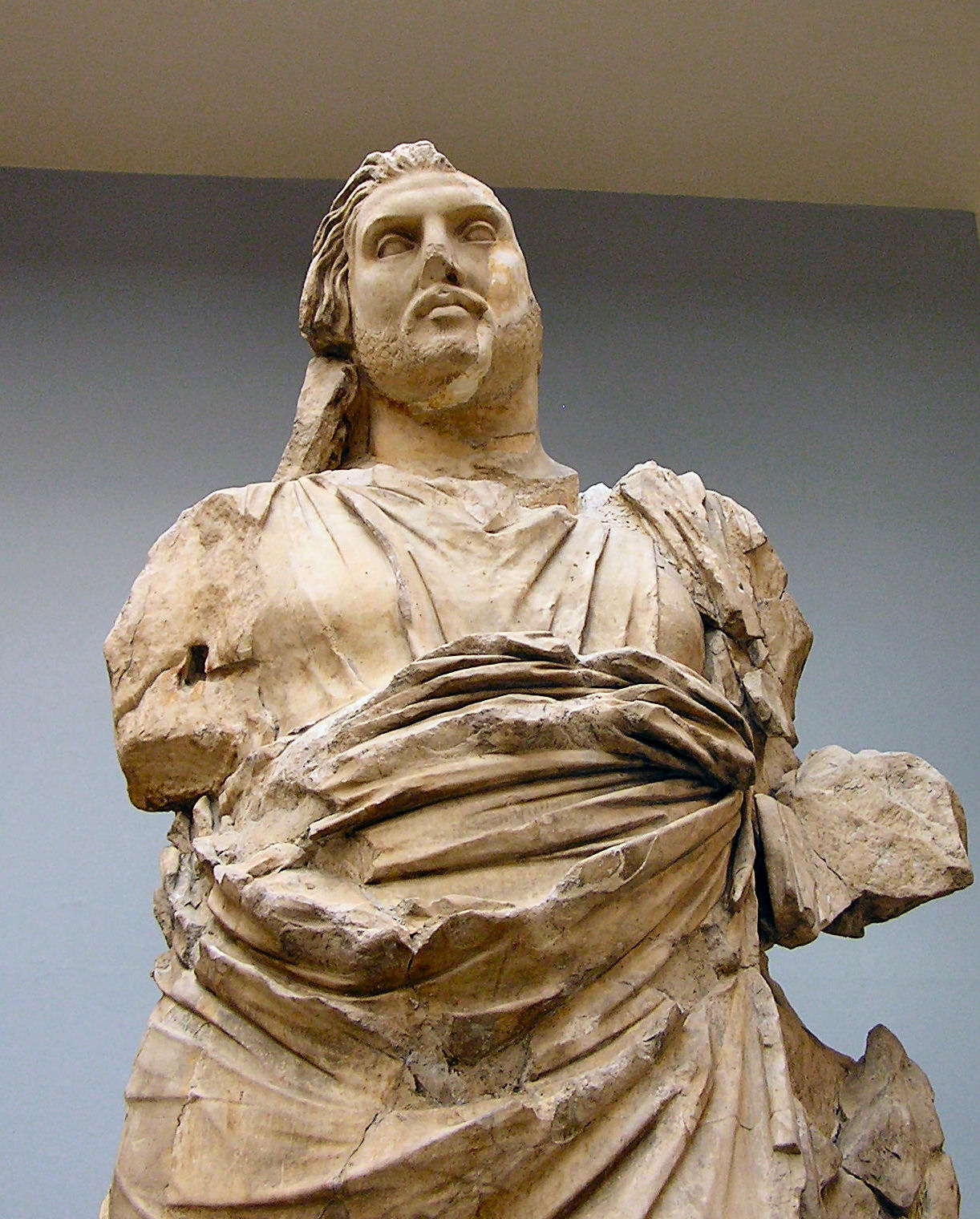
Skulptur des Maussolos

Tachos, der zunächst die Ereignisse in Phönizien geduldig beobachtend nur mit finanziellen Hilfen unterstützt hatte, ergriff im Jahr 359 v. Chr. aufgrund mangelnder Erfolge im Umfeld der Satrapenaufstände gegen Artaxerxes II. in dessen 46. Regierungsjahr nun selbst die Initiative, um die immer noch vorhandene Schwächung mit einem Angriff seiner Truppen gemeinsam mit Agesilaos sowie Chabrias zu nutzen. Athen, das mit den Persern bündnisähnliche Beziehungen unterhielt, hatte nicht der Bitte um militärische Unterstützung entsprochen, erlaubte jedoch Chabrias eine Teilnahme auf eigene Faust. Aus den babylonischen Quellen geht hervor, dass der Angriff auf das Perserreich in ein Schaltjahr des babylonischen Kalenders fiel; der Schaltmonat Addaru II hatte am 23. März und der nachfolgende erste Monat Nisannu am 22. April begonnen.
Erfolgreicher liefen die Verhandlungen von Tachos mit Maussolos, der seit etwa 362 v. Chr. die Satrapenaufstände unterstützte. Aufgrund seiner Bemühungen und umfangreicher finanzieller Zugeständnisse durch den ägyptischen Pharao konnte der spartanische König Agesilaos zu einer Allianz bewogen werden. Nach Diodor hatte Tachos ein Heer von etwa 100.000 Soldaten aufgeboten, das sich aus 20.000 Griechen und 80.000 Ägyptern zusammensetzte. Unter den 20.000 Griechen befanden sich 10.000 Söldner, die in der ägyptischen Infanterie mitkämpfen sollten, davon entfielen 1.000 Hopliten auf Agesilaos, die der spartanische König aus seiner Heimat, zwei Jahre nach der zweiten Schlacht von Mantineia, mitbrachte. Somit entsprach die Heeresgröße und die Zusammensetzung jener Armee, die Nektanebos I. bei seinem Kampf im Jahr 373 v. Chr. aufbot. Tachos, der, wie in der Vergangenheit üblich, das Oberkommando über alle Truppen führen wollte, reagierte gegenüber Agesilaos nicht diplomatisch, da Agesilaos wohl mit dem Oberkommando gerechnet hatte, nun aber nur den Oberbefehl über seine griechischen Einheiten zugesprochen bekam.

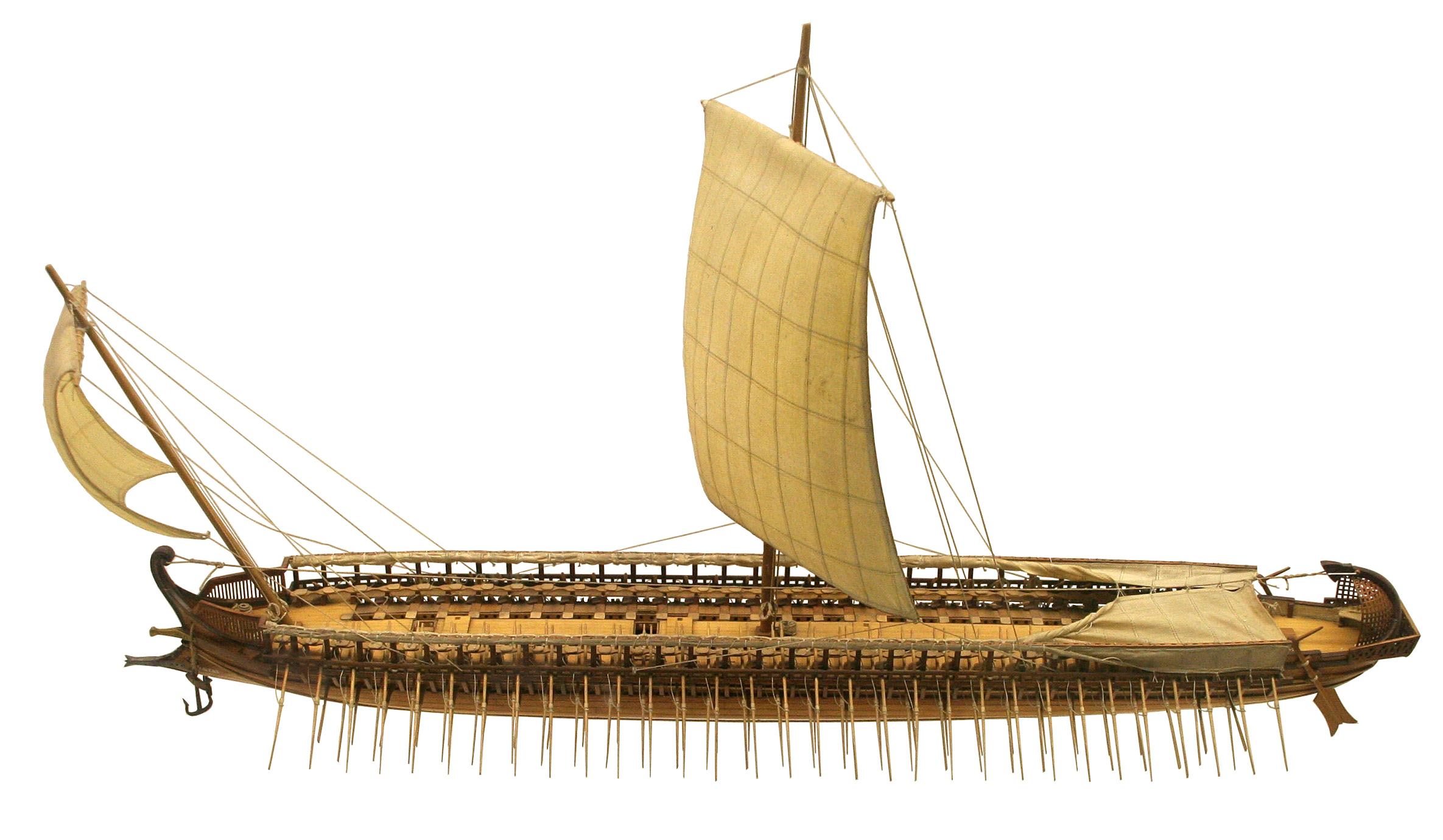
Modell einer Triere

Chabrias erklärte sich bereit, über etwa 200 gut ausgerüstete ägyptische Schiffe das Kommando zu übernehmen. Die Flotte war wahrscheinlich in Einheiten aus größeren Trieren und schnellen Galeeren mit einer Besatzung von 30 Ruderern aufgeteilt, die gemäß Diodor in dieser Anzahl ebenfalls unter Nektanebos I. im Jahr 373 v. Chr. zum Einsatz kamen. Die Ägypter besaßen zudem durch ihre in der persischen Flotte während der ersten Perserherrschaft erworbenen Fähigkeiten einen hervorragenden Ausbildungsstand. Chabrias reiste vor dem geplanten Angriff nach Ägypten und setzte sich von dort auf dem Seeweg in Richtung Phönizien in Bewegung, um Tachos bei seinen Aktivitäten zu unterstützen. Nektanebos (II.) fiel die Aufgabe zu, mit den Machimoi auf dem Landweg in die Region Chor vorzurücken, um sich später mit den Truppen von Tachos zu vereinigen.

## Das Ende der Herrschaft

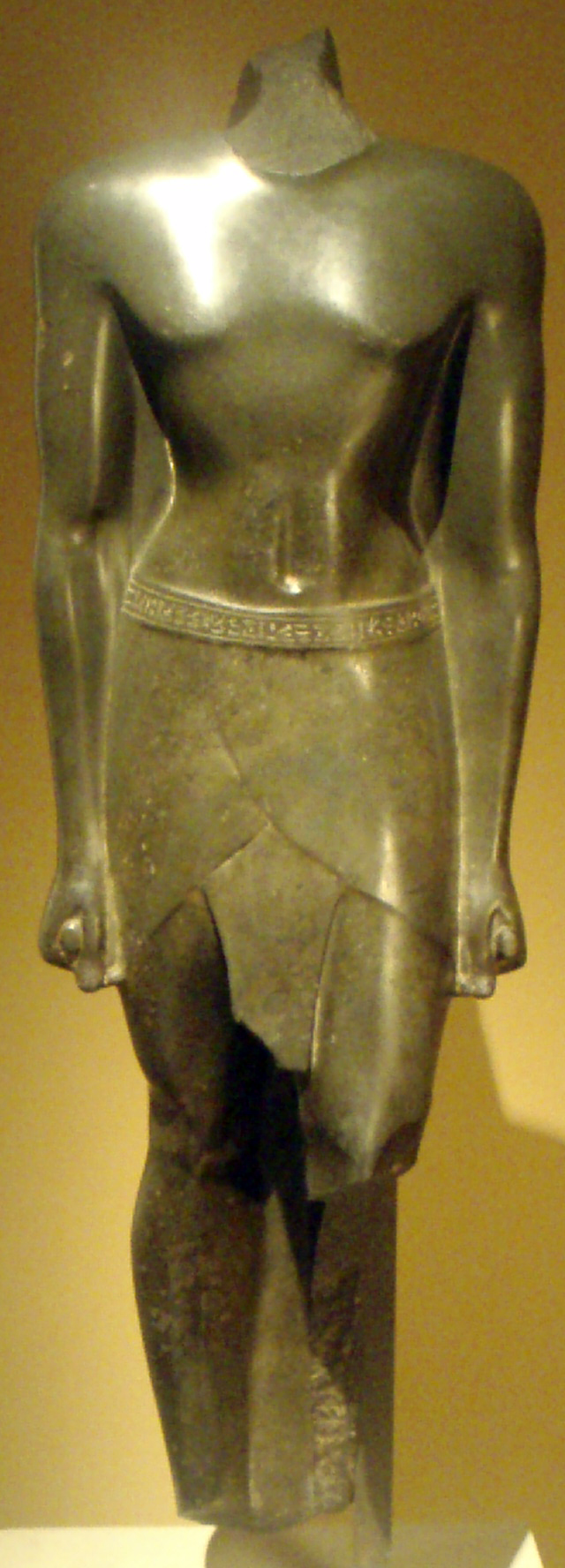
Torso der Statue von Tjaihepimu
(Metropolitan Museum, New York).

Tachos’ Bruder Tjaihepimu, der als Statthalter in Ägypten eingesetzt worden war, nutzte Tachos’ Abwesenheit, um mit dem Einverständnis der Priester seinen Sohn Nektanebos II. als neuen Pharao auf den Thron folgen zu lassen. Agesilaos nahm das Angebot von Nektanebos II. an, auf dessen Seite zu wechseln und mit ihm gegen Tachos vorzugehen. Chabrias hielt dagegen vereinbarungsgemäß seine Zusage gegenüber Tachos bis zu dessen Flucht ein.
Übereinstimmend bestätigen die Quellen der antiken Historiker eine erfolgreiche Rebellion gegen Tachos. Die auslösenden Gründe für die innerägyptischen Unruhen liegen dagegen im Dunkeln. Es ist keinesfalls sicher, dass Tachos aufgrund der eventuell unzufriedenen Priesterschaft entmachtet wurde. Die Bandbreite für mögliche Ursachen ist vielschichtig. Ob die Priesterschaft tatsächlich gegen die Abgabepolitik vorging, ist nicht belegt. Nicht zu unterschätzen sind die Auswirkungen der Steuerpolitik im Hinblick auf die unteren Einkommensschichten, wo ein weiteres Gefahrenpotenzial zu sehen ist. Ebenso könnte Tachos wegen zu hoher Verluste bei seinem militärischen Vorstoß in den Mittelpunkt der Kritik geraten sein.
Es ist daher nicht auszuschließen, dass der persische Prinz Ochos, der noch zu Lebzeiten seines Vaters militärisch gegen die Satrapenaufstände und Tachos vorging, den ägyptischen Pharao mit einer erfolgreichen Gegenoffensive in eine bedrohliche Situation brachte, die den ägyptischen General Tjaihepimu dazu veranlasst haben mag, seinem Sohn Nektanebos II. das Oberkommando zu übergeben. Chabrias kehrte nach der Flucht des Pharaos in seine Heimat zurück, wahrscheinlich durch Intervention von Artaxerxes II. in Athen. Da über die Vorkommnisse verschiedene Versionen der antiken Historiker vorliegen, bleiben die tatsächlichen Abläufe unklar. Die Hauptquellen zu Tachos’ Persienfeldzug und Entmachtung sind Xenophons, Plutarchs und Cornelius Nepos’ Biografien von Agesilaos sowie Angaben im 15. Buch von Diodors Weltgeschichte.

### Xenophon (426 bis 355 v. Chr.)
In Xenophons Erzählung plante Tachos bereits vier Jahre vor dem Tod des Agesilaos (359/358 v. Chr.) einen Krieg gegen die Perser. Agesilaos war erfreut, von Tachos gerufen zu werden, da dieser ihm die Oberbefehlsgewalt über die Truppen in Aussicht stellte. Nach seiner Ankunft stellte Agesilaos fest, dass Tachos die Angriffsführung übernommen hatte, weshalb sich Agesilaos getäuscht fühlte, aber seinen ihm zugeordneten Rang akzeptierte. Da passierte es, dass sich Teile der ägyptischen Armee von ihrem König fernhielten. Die in den Truppen des ägyptischen Heeres aufkommende Unsicherheit führte zu weiteren zahlreichen Deserteuren.
Tachos, nun ohne funktionierende Armee, flüchtete nach Sidon in das phönizische Exil. Die in zwei Lager gespaltene Armee musste nun entscheiden, welchem König sie folgen werden. Agesilaos entschied sich für jenen ägyptischen König, der zukünftig nach seiner Meinung ein treuer Anhänger Spartas sein werde. Mit diesem König zog Agesilaos gegen den Feind der Hellenen und besiegte ihn. Dem (ägyptischen) Rivalen, der große Geldsummen für die Lakedaimonier beschaffte, verhalf er auf den Thron. Danach setzte Agesilaos trotz des Winters die Segel, um im kommenden Sommer den Feind zu stellen.

### Cornelius Nepos (etwa 100 bis 25 v. Chr.)
Die Aufzeichnungen von Cornelius Nepos bezeugen die Absetzung von Tachos nur indirekt. Auf den Feldzug wird nicht eingegangen. Agesilaos zog im Alter von 80 Jahren zu Tachos, um den Pharao zu unterstützen. Nach seiner Ankunft brachten ägyptische Abgesandte Geschenke, deren Annahme Agesilaos jedoch größtenteils verweigerte; außer der Verpflegung sowie Salben ließ er den Rest wieder zurückgehen. Ohne weitere Einzelheiten schildert Nepos, dass „König Nektanabis Agesilaos mit 220 Talenten beschenkte“. Mit diesen Gaben brach Agesilaos aus Ägypten auf, um sie seinem Volk zu bringen. Im Menelaos-Hafen, zwischen Kyrene und Ägypten, starb Agesilaos an einer Krankheit. Sein Leichnam wurde nach Sparta gebracht.

### Diodor (1. Jahrhundert v. Chr.)
Nach Diodors Ausführungen war Tachos mit einem Heer aufgebrochen, das sich aus 10.000 auserwählten griechischen Söldnern und einer aus 80.000 ägyptischen Soldaten bestehenden Infanterie zusammensetzte. Der Pharao handelte mit dieser Maßnahme gegen den Ratschlag von Agesilaos, der Tachos empfohlen hatte, in Ägypten zu bleiben und die Kampfhandlungen durch seine Feldherren führen zu lassen. Während die kampfbereite Armee in der Nähe von Phönizien lagerte, rebellierte ein in Ägypten zurückgebliebener General (nach Vergleich mit anderen Quellen war dies Tjaihepimu). Sein Sohn Nektanebos II. konnte die Truppen von Tachos für sich gewinnen, die den Befehl hatten, die Städte in Syrien zu belagern. Aus diesen Handlungen entwickelte sich ein größerer Krieg. Nektanebos II. erlangte nach Bestechung und Geschenken das Oberkommando über das gesamte ägyptische Heer, mit welchem er in seine Heimat zurückzog, um Ägypten zu erobern. Tachos reiste zwischenzeitlich über Arabien zu Artaxerxes II. und bat um Entschuldigung für seine Angriffe gegen die Perser. Artaxerxes II. vergab ihm und setzte Tachos als General ein, damit er Ägypten zurückerobern könne.
Kurz darauf verstarb Artaxerxes II. und Nektanebos II. sammelte unter dem Nachfolger Artaxerxes III. in Syrien eine Armee von „mehr als einhunderttausend Mann“, um gegen Tachos vorzugehen. Er forderte daher Tachos auf, mit ihm „einen Kampf um die Königswürde zu führen“. Agesilaos, der Tachos Zögern bemerkte, riet ihm, den Kampf anzunehmen: „Nicht der mit der größeren Armee gewinnt, sondern der, der mehr Tapferkeit besitzt“. Tachos zog sich entgegen dem Ratschlag von Agesilaos mit diesem in eine befestigte Stadt zurück. Nektanebos II. verlor bei seinem ersten Angriff viele Männer, weshalb er aus taktischen Gründen eine Mauer und einen Graben um die Stadt errichtete. Tachos fürchtete nun um seine Sicherheit. Agesilaos führte einen erfolgreichen nächtlichen Ausfall und besiegte die ihm nachsetzenden Truppen des Nektanebos II. Tachos, der das Königtum behielt, übergab Agesilaos aus Dankbarkeit wertvolle Geschenke. Auf dem kurz danach angetretenen Rückweg in die Heimat starb Agesilaos.

### Plutarch (45 bis 125 n. Chr.)
Plutarch berichtet, dass Tachos und Nektanebos II. in der Regierungszeit von Artaxerxes II. gemeinsam am Feldzug teilnahmen. Agesilaos zeigte sich enttäuscht darüber, dass Tachos den Oberbefehl über die Truppen erhielt und soll den Pharao insgesamt als aufgeblasen und eitel charakterisiert haben. Nektanebos II., den Plutarch als Cousin von Tachos einordnete, fiel mit seinem Heer ab, da er zwischenzeitlich in Ägypten zum neuen Pharao ausgerufen worden war. Mit dem Versprechen von wertvollen Geschenken konnte Nektanebos II. Agesilaos zum Nachdenken eines Übertrittes bewegen. Nektanebos II. suchte auch Chabrias auf seine Seite zu ziehen, allerdings vergeblich. Agesilaos fragte in Sparta an, um weitere Weisungen zu erhalten. Nachdem Sparta Agesilaos freie Hand ließ, vereinigte er sich – angeblich im Interesse seiner Heimatstadt – mit den Truppen des Nektanebos II.
Ohne die Unterstützung des Heeres von Nektanebos II. flüchtete Tachos. Plutarch erzählt nun ebenfalls von einer „Armee mit einhunderttausend Mann“, die jedoch nicht zu Nektanebos II. gehörte, sondern ihn angriff. Bei dem Kommandanten dieser großen Streitmacht soll es sich um einen selbsternannten ägyptischen König aus Mendes gehandelt haben, der gegen Nektanebos II. rebellierte. Letzter befolgte – ähnlich wie Tachos bei Diodor – nicht den Ratschlag des Agesilaos, die Herausforderung anzunehmen, sondern flüchtete mit dem unwilligen spartanischen König in eine befestigte Stadt. Ebenfalls wie bei Diodor machte Agesilaos später einen erfolgreichen Ausfall aus der vom Feind eingekreisten Stadt und trug den Sieg davon. So konnte Nektanebos II. seinen Thron retten. Er beschenkte Agesilaos reichlich und entlohnte ihn für die Kriegsteilnahme zusätzlich mit 230 Talenten Silber. Da inzwischen der Winter Einzug gehalten hatte, fuhr Agesilaos auf dem Heimweg mit seinen Schiffen in Landnähe. Bei Libyen starb er im Alter von 84 Jahren im Hafen des Menelaos.

### Bewertung der antiken Quellen
Xenophons Schrift ist zwar die zu Tachos’ zeitnächste Quelle, stellt aber keine neutrale Vita des Agesilaos, sondern ein Enkomion dar. In seiner Hellenika widmete Xenophon den letzten Jahren des Agesilaos hingegen keinen Raum. Diodor stützte sich bei seinen Angaben vermutlich in stark verkürzender Form auf die 29-bändige Universalgeschichte des im 4. Jahrhundert v. Chr. lebenden griechischen Historikers Ephoros von Kyme, der seine anti-persische Haltung in seine Ausführungen hat einfließen lassen. Eine Analyse ergab, dass Diodor die Angaben des Ephoros von Kyme durchgehend für seine Erzählungen wiederholend verwendete. Diodor erweckt außerdem scheinbar den Eindruck, objektive und genaue Berichte von den damaligen Ereignissen wiederzugeben. Dass dies nicht der Fall ist, zeigen mehrere Beispiele.
In den Darstellungen der Auseinandersetzung zwischen Tachos und Nektanebos II. weicht Diodor stark von der Parallelüberlieferung ab, die insbesondere berichtet, dass Agesilaos von Tachos zu Nektanebos II. wechselte. Diodor hat zudem augenscheinlich keine festumrissene Definition des Begriffes „Syrien-Phönizien“, da er an anderen Stellen die Städte Joppe, Samaria und Gaza als „syrisch-phönizisch“ ausgibt. Archäologische Ausgrabungen schließen für jenen Zeitraum Zerstörungen aufgrund von kriegerischen Belagerungen in Phönizien aus. Es ist deshalb möglich, dass Diodor mit „syrisch-phönizischen Städten“ nicht die umliegenden Ortschaften, sondern ganz allgemein „syrisch-phönizische Festungen“ ohne nähere Verortungen meinte, die das Ziel von ägyptischen Angriffen waren.
Von den am Ende der Regierungszeit des Artaxerxes II. herrschenden Thronwirren, in deren Folge sein Sohn Ochos den Tod seines Vaters zehn Monate geheim gehalten haben soll, weiß Diodor nichts. Er lässt sofort Ochos auf Artaxerxes II. folgen. Da Diodor den Tod von Artaxerxes II. auf 362/361 v. Chr. datierte, ergibt sich eine fehlerhafte zeitliche Einordnung des Kriegszuges, den Diodor mit dem anschließenden „Kampf zwischen Tachos und Nektanebos II.“ in die Regierungsperioden der beiden persischen Großkönige legte. Diodor berichtet später in einer Rückschau verwirrend und widersprüchlich, da er von dem militärischen Auftrag gegen Tachos, den Artaxerxes II. seinem Sohn Ochos erteilte, einerseits keine Kenntnis hatte und andererseits die Kampfhandlungen von Ochos mit Ereignissen des Jahres 351 v. Chr. in Verbindung brachte.
Die Behauptung von Diodor, dass „Tachos über Arabien zu Artaxerxes II. ging“, um dort Asyl zu begehren, ist nicht nachzuvollziehen und verweist auf Quellen anderer Historiker, die sich auf Kambyses II. beziehen, der durch „das nördliche Arabien nach Babylonien marschierte“. Die normale Route zum Hof des persischen Großkönigs verlief durch die phönizischen Gebiete von Straton. Die Flucht von Tachos „über Arabien“ erscheint nicht logisch, da sich der Pharao in der Nähe von Sidon befand und sicherlich nur diesen Umweg gewählt hätte, wenn Straton mit dem persischen Prinz Ochos militärisch gegen Tachos vorgegangen wäre. Aus einer späteren Quelle ist bekannt, dass Straton das bestehende Bündnis mit den Persern brach und mit Ägypten gemeinsam gegen den persischen Großkönig rebellierte. Die Bedeutung, die Diodor dem „Weg über Arabien“ zumaß, bleibt unklar. Seine Aussage erscheint jedoch im Gesamtzusammenhang bezüglich der übrigen widersprüchlichen Erzählungen wenig überzeugend.
Auffällig sind insbesondere die immer in Aktion befindlichen griechischen Söldnertruppen im Zusammenhang mit Ägypten. Die von Diodor vorgenommene Verherrlichung griechischer Feldherren und Söldner ist markant. Sie werden in seinen Erzählungen immer wieder an vorderster Kriegsfront für besonders schwierige Aufgaben herangezogen, ergänzend sind ihre taktischen Ratschläge gefragt. Diese Eigenschaften spricht Diodor den Persern und Ägyptern ab, denn sie sind es, die der griechischen Hilfe bedürfen. Die Angaben von Diodor sind daher insgesamt sehr fragwürdig, weshalb eine sichere historische Bestätigung der beschriebenen Einzelheiten nicht vorgenommen werden kann.

## Verbleib von Tachos
Ein Exeget fügte in die demotische Chronik rückwirkend eine als Orakelaussage formulierte Prophezeiung ein, die besagte, dass ein Pharao von Ägypten in die Region Syrien-Palästina zieht. In seiner Abwesenheit folge ein „Tausch der Pharaonen“: Derjenige, der in das Land Chor geht, den wird man im Tausch geben gegen den, der in Ägypten sein wird. Ob sich diese „Vorhersage“ tatsächlich auf die Absetzung Tachos bezog, kann nicht mit Sicherheit gesagt werden, da auch Nektanebos II. am Ende seiner Herrschaft aus Ägypten in ein anderes Land flüchtete.
Der weitere Verbleib von Tachos und sein Tod sind bisher nicht geklärt. Aufgrund der durch Agesilaos unterstützen Usurpation war der Pharao wahrscheinlich zunächst zu dem phönizischen Fürsten Straton von Sidon geflüchtet. Möglicherweise bat Tachos danach bei Artaxerxes II. um Asyl. Nachdem der persische Großkönig wenig später verstorben war, folgte sein Sohn Ochos als Artaxerxes III. auf den Thron. Einer Autobiografie des ägyptischen Priesters Wennefer ist zu entnehmen, dass er am Feldzug gegen die Perser in Phönizien beteiligt gewesen war. Wennefer berichtet, dass er zunächst des Verrats verdächtigt und später aufgrund der falschen Beschuldigungen rehabilitiert wurde. Da die Inschrift nur bruchstückhaft erhalten geblieben ist, können die Zusammenhänge von den Ägyptologen nicht sicher interpretiert werden.
So bleibt beispielsweise unklar, ob Wennefer gemeinsam mit Tachos zu Artaxerxes II. oder erst später alleine zu Artaxerxes III. gelangte. Nach seinem Besuch kehrte Wennefer vom persischen Großkönig zurück nach Ägypten. Die Gründe, warum Wennefer in seiner Funktion als „Leiter der Beschwörer der Serket“ zum persischen Königshof reiste, konnten ebenfalls nicht eindeutig erschlossen werden. Die Mumie beziehungsweise Überreste von Tachos Leiche sind bislang ebenso wenig entdeckt wie sein Grab oder Sarkophag.